# Resolución 1377 del Consejo de Seguridad de las Naciones Unidas
La resolución 1377 del Consejo de Seguridad de las Naciones Unidas, aprobada unánimemente el 12 de noviembre de 2001 en una reunión a nivel ministerial, después de recordar las resoluciones 1269 (1999), 1368 (2001) y 1373 (2001), aprobó una declaración adjunta sobre la acción mundial para combatir el terrorismo.

## Contenido
La resolución declaró que los actos de terrorismo internacional constituyen una de las amenazas más graves para la paz y la seguridad internacionales en el siglo XXI, y que los actos de terrorismo constituyen un desafío para todos los Estados y para toda la humanidad; reafirmó su condena de todos los actos, métodos y prácticas de terrorismo. Destacó que los actos de terrorismo son contrarios a los propósitos y principios de la Carta de las Naciones Unidas y que la financiación, la planificación y la preparación de actos de terrorismo, así como todas las demás formas de apoyo a esos actos, son igualmente contrarios a los propósitos y principios de la Carta; también destacó que los actos de terrorismo ponen en peligro vidas inocentes y la dignidad y seguridad de los seres humanos en todas partes, amenazan el desarrollo social y económico de todos los Estados y menoscaban la estabilidad y la prosperidad mundiales.
Afirmó que para combatir el terrorismo es imprescindible aplicar un enfoque coherente y amplio, con la participación y la colaboración activas de todos los Estados miembros de las Naciones Unidas y de conformidad con la Carta y el derecho internacional; destacó que una acción internacional sostenida para promover la comprensión entre las civilizaciones y abordar los conflictos regionales y toda la gama de problemas de alcance mundial, entre ellos las cuestiones relativas al desarrollo, contribuirá a fomentar la cooperación y la colaboración internacionales, que de por sí son necesarias para sostener la lucha más amplia posible contra el terrorismo.
La resolución acogió con beneplácito el compromiso de luchar contra el terrorismo expresado por los Estados, entre otras ocasiones, en los debates de las sesiones plenarias de la Asamblea General celebradas del 1 al 5 de octubre de 2001, exhortó a todos los Estados a adherirse cuanto antes a los convenios y protocolos internacionales pertinentes relativos al terrorismo, y alentó a los Estados miembros a avanzar en esta dirección. Asimismo exhortó a todos los Estados a que adoptasen medidas urgentes para aplicar plenamente la resolución 1373 y a que se ayudasen mutuamente en esta tarea, y puso de relieve la obligación de los Estados de denegar asistencia financiera y todas las demás formas de apoyo y de cobijo a los terroristas y a los que apoyan el terrorismo.
Reconoció que muchos Estados necesitarían asistencia para aplicar todas las medidas previstas en la resolución 1373, e invitó a los Estados a informar al Comité contra el Terrorismo de los ámbitos en que necesitarán apoyo,en ese contexto invitó al Comité contra el Terrorismo a estudiar las formas en que pueda prestarse asistencia a esos Estados y, en particular, a considerar con las organizaciones internacionales, regionales y subregionales:
- La promoción de prácticas idóneas en los ámbitos que abarca la resolución 1373, incluida la preparación de leyes modelo cuando sea pertinente.
- La disponibilidad de programas técnicos, financieros, de reglamentación, legislativos u otros programas de asistencia existentes que puedan facilitar la aplicación de la resolución 1373.
- La promoción de posibles sinergias entre esos programas de asistencia.

Finalmente, el Consejo exhortó a todos los Estados a intensificar sus esfuerzos para eliminar el terrorismo.

## Historia
Durante la crisis presidencial de Venezuela, el 29 de agosto de 2019, el presidente encargado en disputa Juan Guaidó llamó a las Naciones Unidas para activar la resolución 1377 para una acción multilateral, argumentando que el régimen de Nicolás Maduro apoya a las guerrillas de las Fuerzas Armadas Revolucionarias de Colombia (FARC) y el Ejército de Liberación Nacional (ELN).[cita requerida]